# Kasa Pożyczkowa Przemysłowców Radomskich

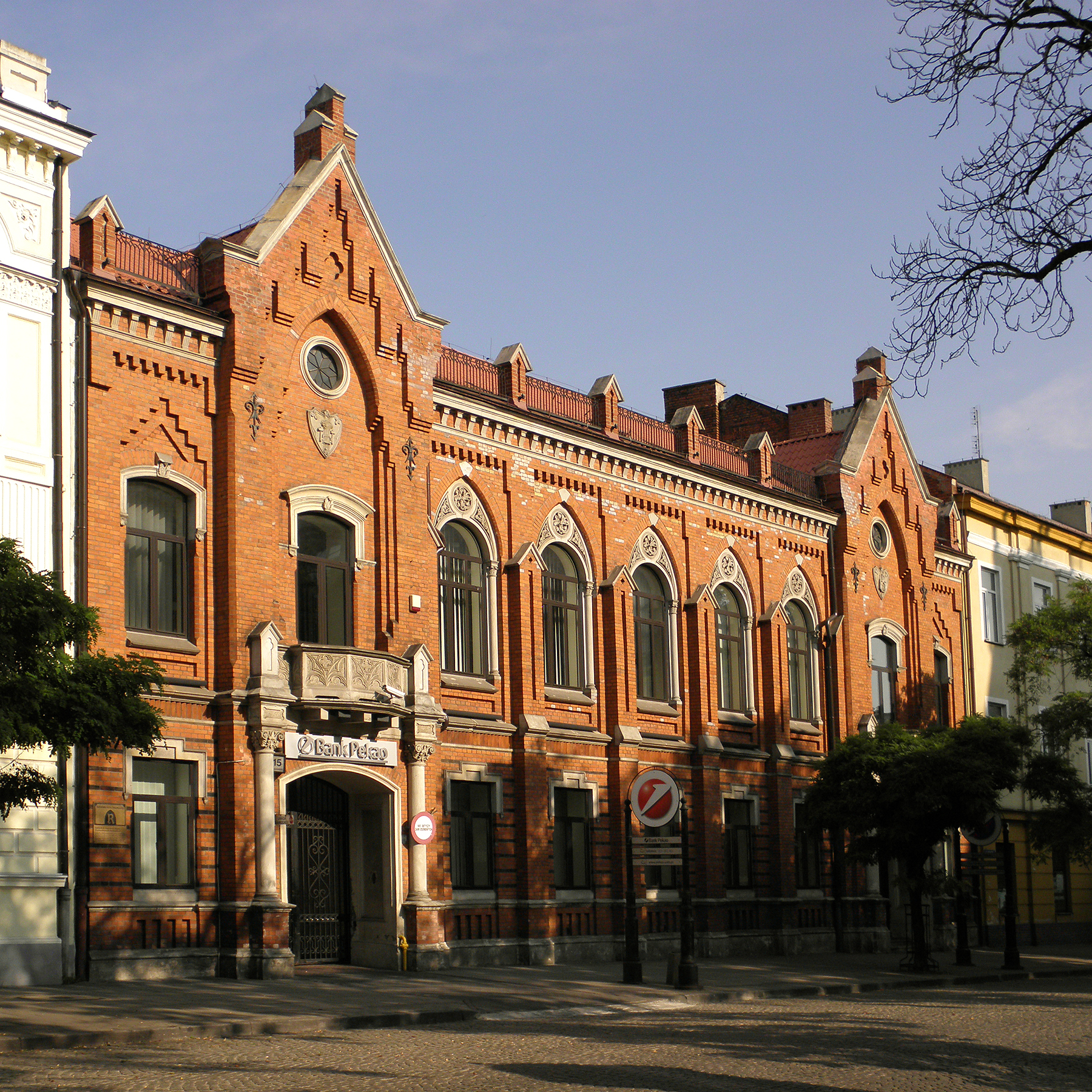
Gmach Kasy przy ulicy Piłsudskiego

Kasa Pożyczkowa Przemysłowców Radomskich – jedna z kas pożyczkowych działających w Radomiu pod zaborem rosyjskim, zorganizowana przez miejscowych przemysłowców. W 1897 roku oddano do użytku neogotycki budynek Kasy, obecnie II Oddział Banku Pekao S.A., ul. Piłsudskiego 15.
Jednym z  prezesów kasy był radomski przemysłowiec i kupiec Teodor Karsch (1843–1903).